# Chiesa di Santa Maria Liberatrice (Milano)
La Chiesa di Santa Maria Liberatrice è un edificio sacro di Milano.

## Storia
In occasione del Natale 1943, all'indomani della caduta del fascismo, l'allora arcivescovo di Milano Ildefonso Schuster aveva formulato il voto di intitolare a Maria una delle nuove chiese parrocchiali da costruire in città a guerra finita. La resa dei tedeschi e dei repubblichini dopo la ferocia degli anni di guerra e le minacce di distruzione finale di Milano fu attribuita all'intercessione della Madonna dall'Arcivescovo, il quale l'anno seguente proclamò la domenica successiva al 25 aprile festa liturgica di Santa Maria Liberatrice.
Con il dopoguerra l'area sud della città conobbe un forte sviluppo edilizio, e la zona Vigentino-Morivione rimaneva servita dall'unica antica piccola chiesa dell'Assunta. Qui appunto si costituì un'associazione devozionale intitolata a Santa Maria Liberatrice, che nel 1952 si propose ufficialmente la costruzione di una nuova chiesa dedicata. 
Nel 1956 il nuovo arcivescovo Giovanni Battista Montini, poi Papa Paolo VI, pose la prima pietra, e due anni dopo, il 26 ottobre 1958, la chiesa venne consacrata.

## Descrizione
L'edificio fu progettato dall'architetto Ezio Cerutti.
L'esterno è caratterizzato da una struttura porticata che vela l'intera facciata in una sorta di griglia ad ampi riquadri. Le sezioni sono parte in mattoni facciavista a nido d'ape, e parte decorate a mosaico, opera del pittore Carlo Varese. Nei mosaici è rappresentata centralmente la Madonna in trono col bambino, ai lati le pene del popolo ferito dalla guerra, al primo livello il cardinale che dedica la chiesa insieme al comitato promotore e al popolo con il Duomo sullo sfondo, e sulla destra il popolo benedetto dalla pace.
L'interno è a pianta centrale esagonale e unica navata, struttura di pilastri in cemento armato, copertura a volta costituita da vele che si raccordano sotto il tiburio. Le pareti sono in mattoni a vista. Data la pianta non esiste abside propriamente detta, l'altare e il presbiterio sono però collocati su una leggera sopraelevazione. La parete absidale è interamente occupata, nella parte superiore, da un affresco realizzato dal pittore Ferdinando Monzio Compagnoni. Vi sono rappresentati, da sinistra: le devastazioni della guerra e un angelo con la spada che scaccia il nemico terrorizzato, il popolo benedicente al seguito di Pio XII e del cardinale Schuster, il Cristo trionfante in trono, la Madonna benedicente nel gesto di protezione, e per finire santi e beati milanesi, angeli con le ali colorate e il profilo della basilica di Sant'Ambrogio (a riscontro dell'evocazione del Duomo in facciata).